# Jomo Cosmos Football Club
Maillots
Dernière mise à jour : 17 mars 2023.
Le Jomo Cosmos Football Club est un club de football sud-africain basé à Johannesbourg. Il évolue actuellement en ABC Motsepe League, la troisième division au pays.

## Historique
- 1983 : fondation du club.
- Octobre 1998 : Lors d'un match face aux Swallows, (le derby de toujours) une foudre tombe sur plusieurs joueurs alors que l'équipe des Jomo Cosmos menait 2-0, mais finalement, sans faire de victime.

## Palmarès
| Compétitions nationales | Compétitions internationales |
| - Championnat d'Afrique du Sud (1) - Champion : 1987 - Championnat d'Afrique du Sud de deuxième division (1) - Champion : 1994 - Coupe d'Afrique du Sud (1) - Vainqueur : 1990 - Finaliste : 1986, 1991, 1992 et 1996 - Coupe de la Ligue (2) - Vainqueur : 2002 et 2005 - Finaliste : 1988 et 2001 - MTN 8 (en) (1) - Vainqueur : 2003 | - Vierge                     |

## Anciens joueurs
- Mark Fish
- Philemon Masinga
- Helman Mkhalele
- Aaron Mokoena
- Teboho Mokoena
- Thabang Molefe
- Pitso Mosimane
- Sizwe Motaung
- Katlego Mphela
- Toni Nhleko
- Alfred Phiri
- Andrew Rabutla (en)
- MacBeth Sibaya
- Mark Williams
- Dipsy Selolwane
- Valery Nahayo
- Anthony Laffor
- Essau Kanyenda
- Russel Mwafulirwa
- Tico-Tico
- Mamadou Diallo
- Chris Katongo
- Bruce Grobbelaar
- Benjani Mwaruwari